# وام دانشجویی

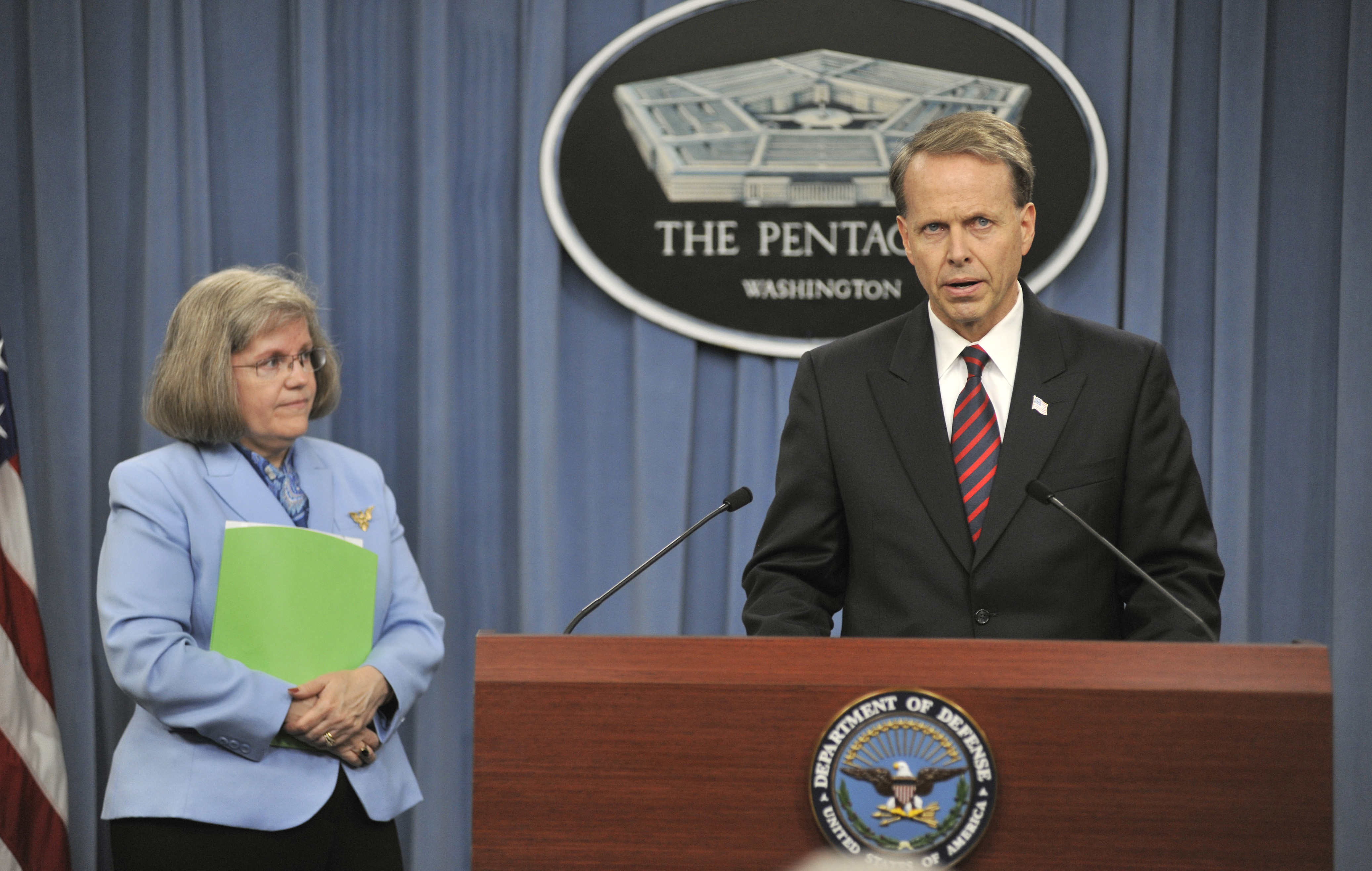
چارلز میلام معاون وزیر در امور جامعه نظامی و سیاست خانواده در یک کنفرانس مطبوعاتی که جهت آگاهی بهتر از حقوق و گزینه‌ها برای وام‌گیرندگان وام دانشجویی برگزار شده بود

وام دانشجویی (به انگلیسی: Student loan) نوعی وام است که به دانشجویان برای کمک به پرداخت شهریهٔ دانشگاه، هزینهٔ کتاب‌ها و مخارج زندگی داده می‌شود. از آنجایی که معمولاً دولت در بازپرداخت وام به دانشجویان کمک می‌کند، نرخ سود پایین‌تر از سایر وام‌های بی‌وثیقه مثلاً کارت‌های اعتباری در نظر گرفته می‌شود و برنامهٔ بازپرداخت آن‌ها نیز انعطاف‌پذیرتر است.
در ایالات متحدهٔ آمریکا و برخی از کشورهای دیگر بازپرداخت وام به هنگام ورشکستگی به دشواری صورت می‌گیرد زیرا نگرانی‌هایی وجود دارد بابت امکان «سوءاستفاده» توسط فارغ‌التحصیلانی که دارایی اندکی دارند اما درآمد بالقوهٔ بالایی خواهند داشت. اغلب پژوهشگران در زمینهٔ ورشکستگی این نگرانی‌ها از امکان سوءاستفاده را رد می‌کنند، و این ادعاها را ناشی از تجارب شخصی می‌دانند و نه بررسی داده‌ها.